# Tony Smith

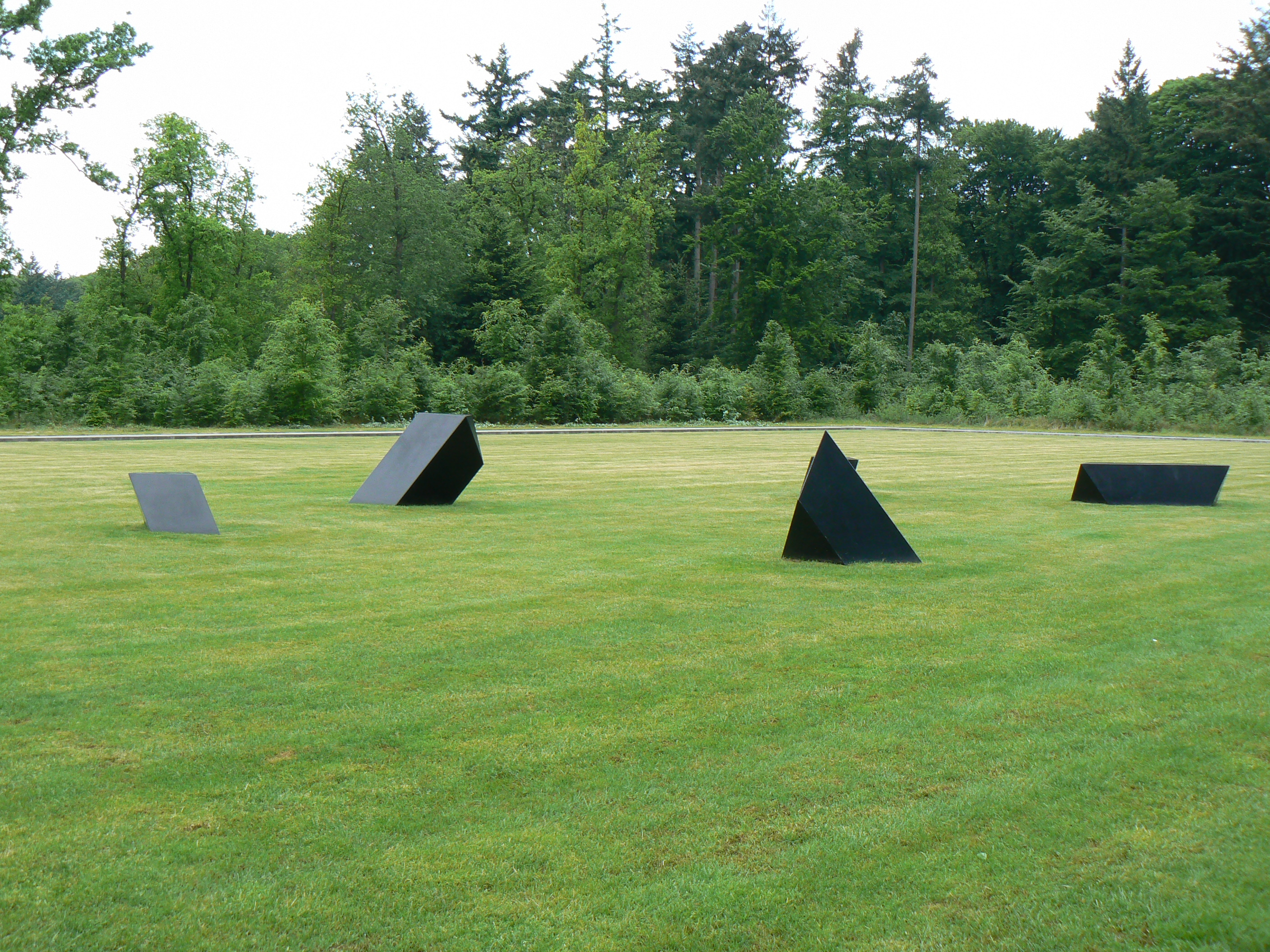
'Wandering rocks', 1967-1970 Beeldenpark van het Kröller-Müller Museum

Anthony Peter (Tony) Smith (South Orange, 23 september 1912 – New York, 26 december 1980) was een Amerikaanse beeldhouwer, architect en een gerespecteerd kunsttheoreticus.

## Leven en werk
Tony Smith werd geboren in New Jersey. Hij studeerde architectuur en ging in 1939 voor Frank Lloyd Wright werken. Hij werd geïntroduceerd tot Wright's betonnen prefab-elementen. Als parttime student volgde hij avondlessen schilderkunst aan de befaamde Art Students League of New York, maar pas in 1956 ving zijn belangstelling voor beeldhouwen aan. Hij was toen 44 jaar. Zijn eerste exposities waren in 1964. Hij is vooral bekend geworden door zijn invloedrijke minimalistische beeldhouwwerk.
Door zijn verbondenheid met de minimalistische school, werkte Tony Smith met simpele geometrische modules gecombineerd met een driedimensionaal patroon: een dramatisch effect creërend door eenvoud en schaal. Gedurende de veertiger en vijftiger jaren van de vorige eeuw raakte Smith nauw bevriend met Barnett Newman, Jackson Pollock, Mark Rothko en Clyfford Still. Zijn exposities uit die jaren tonen dan ook hun abstracte invloed. In 1968 was hij deelnemer aan documenta 4 in de Duitse stad Kassel.
Smith doceerde aan verscheidene instituten, waaronder de New York-universiteit, de Cooper Union, het Pratt Institute, het Bennington College en het Hunter College en hij gold als een toonaangevende beeldhouwer in de zestiger en zeventiger jaren. Smith wordt algemeen beschouwd als een pionier van de Minimal art beweging in de Verenigde Staten. Een belangrijke retrospectieve: "Tony Smith: Architect, Painter, Sculptor" werd te zijner ere georganiseerd in het Museum of Modern Art in New York in 1998. Smith ontmoette zijn vrouw Jane Lawrence, een operazangeres, in 1943 in New York. Ze huwden in Santa Monica met Tennessee Williams als getuige.
In 1961 raakte Smith gewond bij een auto-ongeluk, waardoor zich geleidelijk een bloedziekte kon ontwikkelen. Zijn gezondheid bleef kwetsbaar en verslechterde sindsdien. Hij overleed op 68-jarige leeftijd aan de gevolgen van een hartaanval.

## Enkele werken
- Wandering Rocks (1967/70), Beeldenpark van het Kröller-Müller Museum in Otterlo
- Amaryllis 3/3 (1965), Shizuoka Prefectural Museum of Art in Shizuoka
- Marriage 1/3 (1961), Oslo
- Throwback (1976/79)[1], Hirshhorn Museum and Sculpture Garden in Washington D.C.
- Moondog - model 1964 (1998/99), Beeldenpark van de National Gallery of Art in Washington D.C.

- Vele andere sculpturen van Smith in beeldenparken en in de openbare ruimte van steden en staten in de Verenigde Staten.[2]